# Dones sospitoses
Dones sospitoses (títol original: Wives Under Suspicion) és una pel·lícula policial estatunidenca de 1938 basada en una obra de teatre de Ladislas Fodor de 1932 que es va adaptar prèviament a la pel·lícula, The Kiss Before the Mirror . Aquesta versió va ser dirigida per James Whale i protagonitzada per Warren William, Gail Patrick, Ralph Morgan i Constance Moore. Va ser realitzada per Universal Pictures. L'any 1966, la pel·lícula va entrar al domini públic als Estats Units perquè els reclamants no van renovar el registre dels drets d'autor en l'any vint-i-vuitè després de la seva publicació. Està doblada al català.

## Argument
Un fiscal de districte Jim Stowell s'adona que la seva pròpia dona podria estar tenint una aventura mentre ell processa un assassí cornut.

## Repartiment
- Warren William com fiscal de districte Jim Stowell
- Gail Patrick com Lucy Stowell
- Ralph Morgan com Professor Shaw MacAllen
- William Lundigan com Phil
- Constance Moore com Elizabeth
- Cecil Cunningham com "Sharpy"
- Jonathan Hale com Dan Allison
- Lillian Yarbo com Creola
- Milburn Stone com Eddie Kirk
- Samuel S. Hinds com David Marrow
- Edward LeSaint com Jutge (sense acreditar)

## Versió anterior
Dones sospitoses és un remake d'una pel·lícula també dirigida per Whale, The Kiss Before the Mirror (1933). Ralph Morgan, germà de Frank Morgan, que interpreta el fiscal a The Kiss Before the Mirror, apareix al remake.